# Ed Delahanty
Edward James Delahanty (Cleveland, Ohio, 30 de octubre de 1867-Niagara Falls, Ontario, 2 de julio de 1903), más conocido como Ed Delahanty, fue un jugador profesional estadounidense de béisbol que se desempeñó en la posición de jardinero izquierdo en las Grandes Ligas de Béisbol (MLB). Es miembro del Salón de la Fama del Béisbol.

## Carrera
Delahanty jugó como profesional dos temporadas en Philadelphia Phillies (1888-1889), después pasó a Cleveland Infants (1890), luego regresó a Philadelphia Phillies (1891-1901), posteriormente se unió a Washington Senators, donde jugó dos temporadas (1902-1903); aún era parte del equipo cuando un accidente terminó con su vida.

## Reconocimiento
En 1945, ingresó como miembro al Salón de la Fama del Béisbol.